# Kornaftryk
Bestemmelse af kornaftryk i lerkar har været en fremgangsmåde for arkæologer til at bestemme hvilke afgrøder, ældre agerbrugskulturer dyrkede. Fremgangsmåden blev "opfundet" af en jysk lærer, Frode Kristensen fra Tørring i 1894. Han lagde mærke til de små hulheder, som kornkerner efterlod i lertøjet, når dette blev brændt, og påviste, at det var muligt at bestemme hvilke kornsorter, der havde efterladt aftrykkene.
Fremgangsmåden blev anvendt af arkæologen Georg Sarauw ved en systematisk undersøgelse af alle datidens lerkarskår og har siden været anvendt af andre. Takket være disse undersøgelser vides, at enkorn, emmer, dværghvede og seksradet, nøgen byg hørte til de ældst dyrkede sorte kornsorter i Danmark.